# Ґран-Басам
Ґран-Басам (фр. Grand-Bassam) — місто на півдні Кот-д'Івуару, перша столиця колишньої французької колонії Кот-д'Івуар. Тринадцяте за величиною місто країни.
Історична частина міста внесена до списку об'єктів Світової спадщини ЮНЕСКО у 2012 році на 36-й сесії Комітету світової спадщини ЮНЕСКО у Санкт-Петербурзі.

## Географія
Ґран-Басам належить до округу Комое, і є адміністративним центром регіону Сюд-Комое та однойменного департаменту
Місто знаходиться в південно-східній частині країни, у 40 км на схід від Абіджану, на березі лагуни Ебріє (Гвінейська затока), яка розділяє місто на дві частини.

## Клімат
Клімат у місті субекваторіальний з двома вологими (довгий з квітня по липень, короткий з жовтня по листопад) та двома сухими сезонами (довгим з грудня по квітень і коротким з серпня по вересень). Опадів випадає в середньому 1912 мм на рік. Самий сухий місяць — січень (випадає 24 мм), а самий вологий — червень (556 мм). Середньорічна температура +26.5 °C, найхолоднішим місяцем є серпень (+24.5 °C), а у березні температура зростає до +27.8 °C.

## Історія

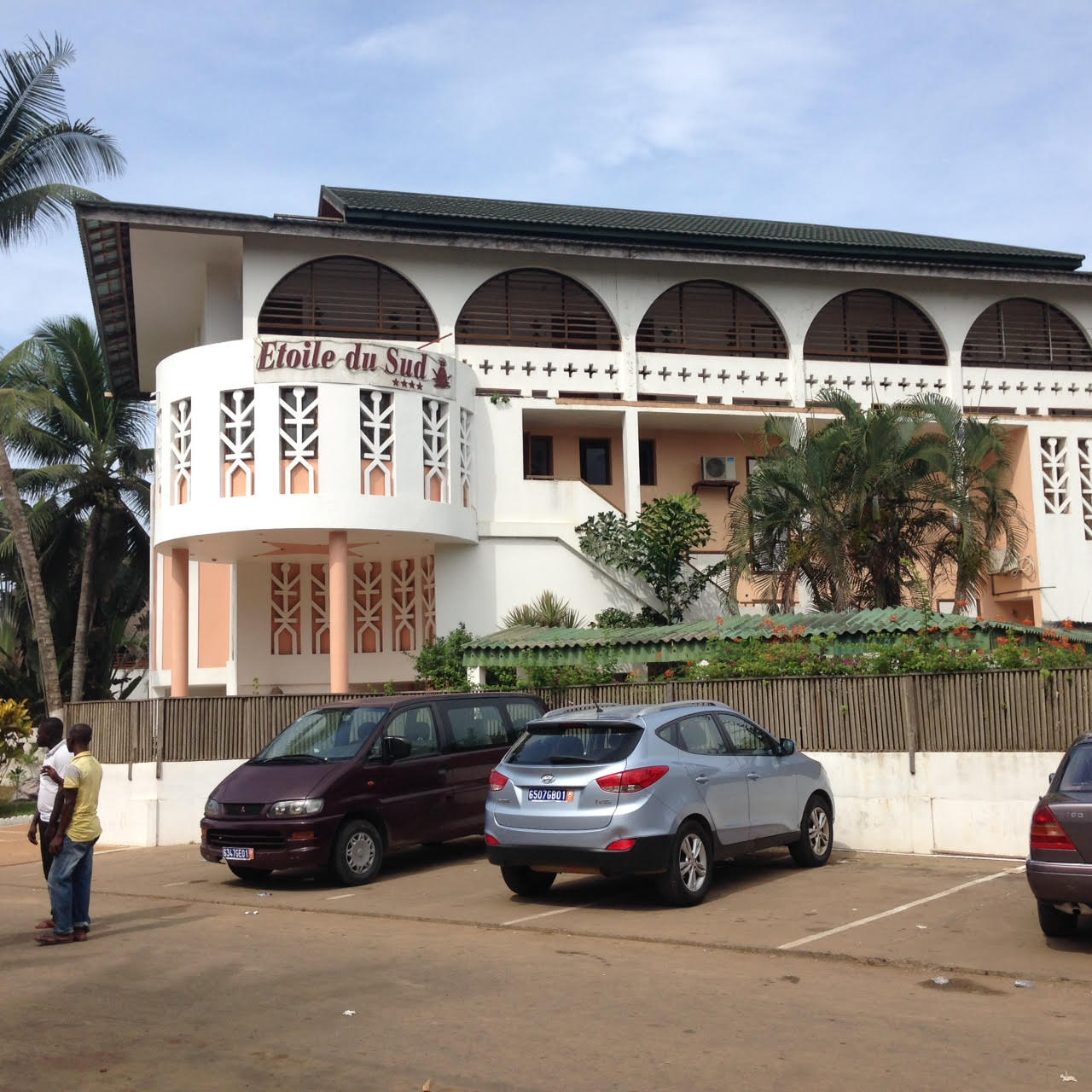
Готель Етуаль-дю-Сюд

З кінця XVII ст. французи стали селитися у Ґран-Басамі, де були створені укріплення, а французькі судна патрулювали прибережні води. У 1890 року сюди була перенесена з Асіні резиденція французької адміністрації.
Офіційно колонія Берег Слонової Кістки була проголошена 10 березня 1893 року. Ґран-Басам став французькою колоніальною столицею. У цьому статусі місто перебувало до 1896 року, коли адміністрація була перенесена у Бінжервіль, після епідемії жовтої гарячки. Ґран-Басам залишався головним портом колонії до 1930-х років, коли ця функція відійшла Абіджану. У 1960 році, з набуттям незалежності Кот-д'Івуару, всі інші адміністративні заклади також були передані в Абіджан. Протягом багатьох років Ґран-Басам був малозаселеним провінційним містом.

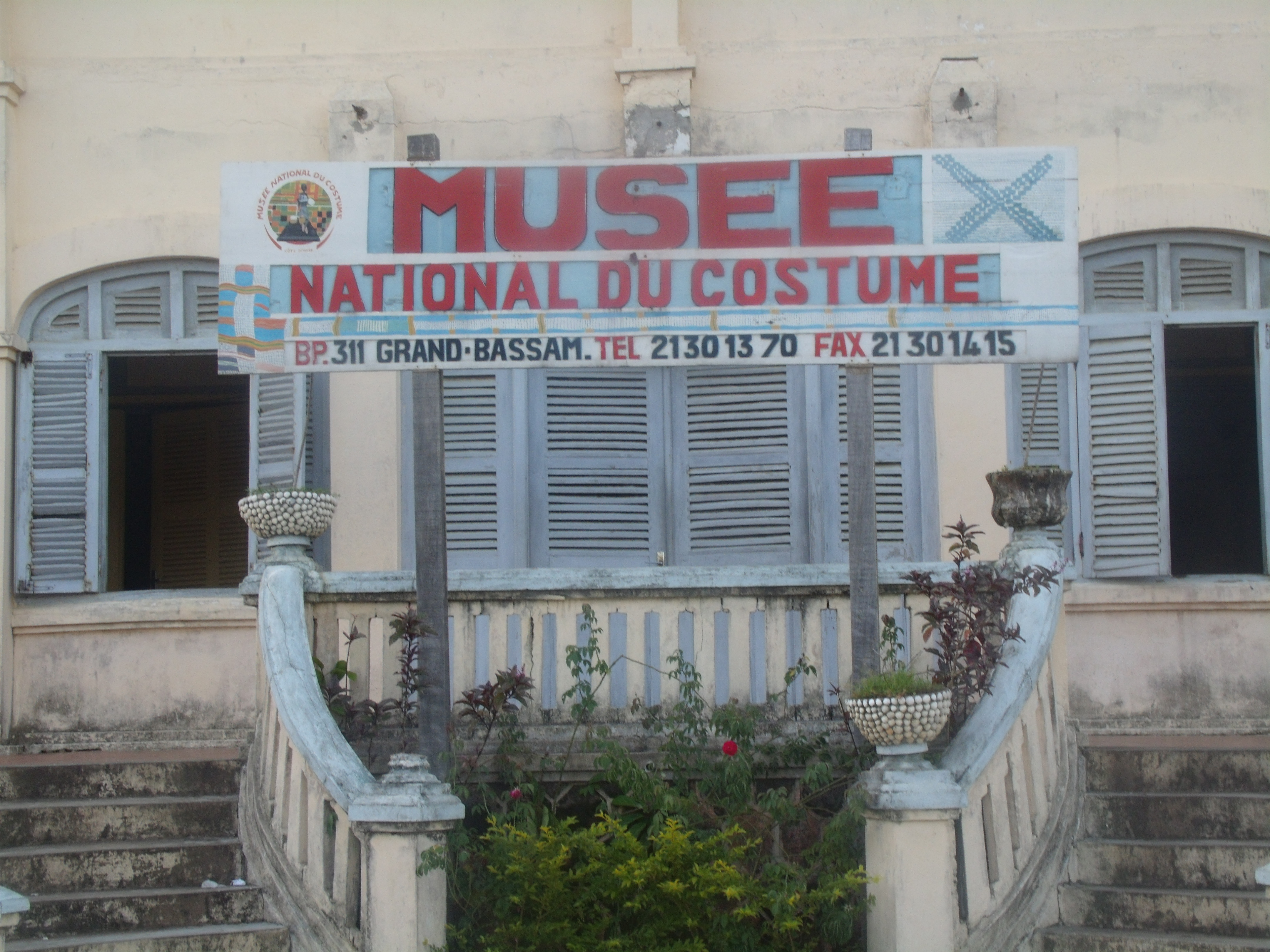
Національний музей костюмів

Починаючи з кінця 1970-х років місто почало відроджуватися але вже як туристичний та ремісничий центр.

### Терористичний акт у 2016 році
13 березня 2016 року шестеро бойовиків розпочали стрілянину в готелі «Етуаль-дю-Сюд» міста Ґран-Басамі. Під час стрілянини загинули щонайменше 19 осіб і 33 поранено, у тому числі одна українка.
17 березня 2016 року Аль-Каїда в ісламському Магрибі та Аль-Моуравітун взяла на себе відповідальність за напад.

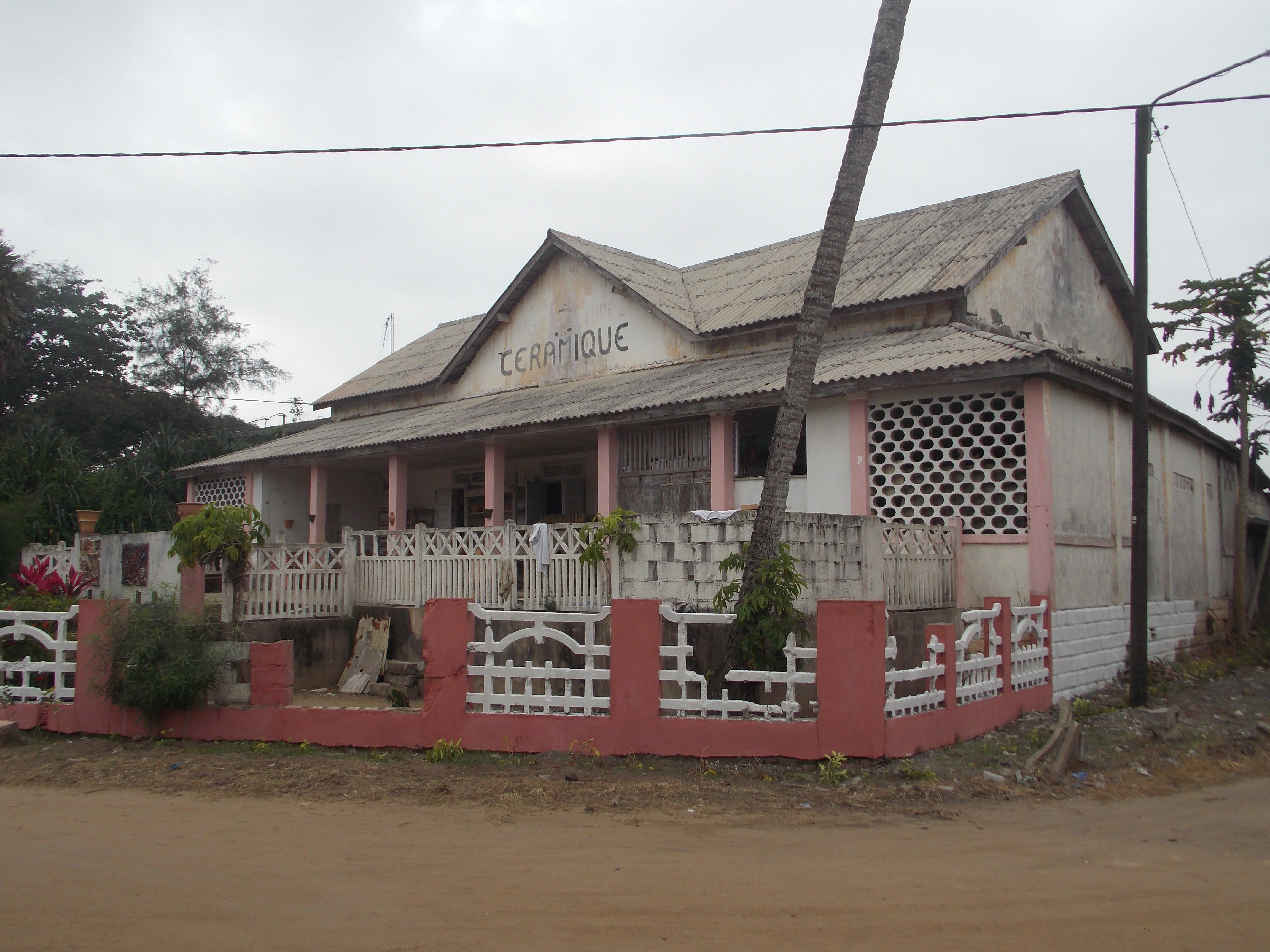
Центр кераміки

## Населення
За даними перепису 2014 року чисельність населення міста становила 84 028 осіб. У місті поширенні французька та мова дьюла.
Динаміка чисельності населення міста по роках:
| 1963   | 1975   | 1988   | 2010   | 2011   | 2012   | 2014   |
| ------ | ------ | ------ | ------ | ------ | ------ | ------ |
| 17 780 | 27 273 | 41 825 | 83 576 | 85 473 | 88 118 | 84 028 |

## Туризм
Ґран-Басам, починаючи з кінця 1970-х років, почав розвиватися як туристичне місто. У місті багато пам'яток колоніального періоду. Історична частина міста практично не змінився з колоніальних часів — архітектурні пам'ятки зберегли свій привабливий зовнішній вигляд.
Тепер у місті діють Музей костюма та Центр кераміки.

## Релігія
Місто є резиденцією Римо-католицької єпархії Ґран-Басам. Катедральний собор Єпархії — Собор Сакре-Кер у Ґран-Басамі.